# Al-Karmaszijja
Al-Karmaszijja – wieś w Syrii, w muhafazie Damaszek. W 2004 roku liczyła 856 mieszkańców.